# GPAT3
GPAT3 (англ. Glycerol-3-phosphate acyltransferase 3) – білок, який кодується однойменним геном, розташованим у людей на короткому плечі 4-ї хромосоми.  Довжина поліпептидного ланцюга білка становить 434 амінокислот, а молекулярна маса — 48 705.
| 10         |  | 20         |  | 30         |  | 40         |  | 50         |
| ---------- |  | ---------- |  | ---------- |  | ---------- |  | ---------- |
| MEGAELAGKI |  | LSTWLTLVLG |  | FILLPSVFGV |  | SLGISEIYMK |  | ILVKTLEWAT |
| IRIEKGTPKE |  | SILKNSASVG |  | IIQRDESPME |  | KGLSGLRGRD |  | FELSDVFYFS |
| KKGLEAIVED |  | EVTQRFSSEE |  | LVSWNLLTRT |  | NVNFQYISLR |  | LTMVWVLGVI |
| VRYCVLLPLR |  | VTLAFIGISL |  | LVIGTTLVGQ |  | LPDSSLKNWL |  | SELVHLTCCR |
| ICVRALSGTI |  | HYHNKQYRPQ |  | KGGICVANHT |  | SPIDVLILTT |  | DGCYAMVGQV |
| HGGLMGIIQR |  | AMVKACPHVW |  | FERSEMKDRH |  | LVTKRLKEHI |  | ADKKKLPILI |
| FPEGTCINNT |  | SVMMFKKGSF |  | EIGGTIHPVA |  | IKYNPQFGDA |  | FWNSSKYNMV |
| SYLLRMMTSW |  | AIVCDVWYMP |  | PMTREEGEDA |  | VQFANRVKSA |  | IAIQGGLTEL |
| PWDGGLKRAK |  | VKDIFKEEQQ |  | KNYSKMIVGN |  | GSLS       |  |            |

A: Аланін

C: Цистеїн

D: Аспарагінова кислота

E: Глутамінова кислота

F: Фенілаланін

G: Гліцин

H: Гістидин

I: Ізолейцин

K: Лізин

L: Лейцин

M: Метіонін

N: Аспарагін

P: Пролін

Q: Глутамін

R: Аргінін

S: Серин

T: Треонін

V: Валін

W: Триптофан

Кодований геном білок за функціями належить до трансфераз, ацилтрансфераз, фосфопротеїнів. 
Задіяний у таких біологічних процесах як метаболізм ліпідів, біосинтез ліпідів. 
Локалізований у мембрані, ендоплазматичному ретикулумі.